# Acide parahydroxybenzoïque
L'acide parahydroxybenzoïque ou acide 4-hydroxybenzoïque est un dérivé phénolique de l'acide benzoïque. Comme son nom l'indique, il s'agit de l'isomère para de l'acide hydroxybenzoïque dont un autre isomère célèbre est l'acide orthohydroxybenzoïque, plus connu sous le nom d'acide salicylique. Il se présente sous la forme d'un solide blanc cristallin, très peu soluble dans l'eau ou le chloroforme, mais soluble, voire extrêmement soluble dans les alcools, l'éther et l'acétone.

## Applications
L'acide parahydroxybenzoïque sert principalement de précurseur pour la préparation de ses esters, connus sous le nom de parabènes, utilisés comme conservateurs dans les cosmétiques. Il est aussi utilisé pour fabriquer des polyarylates. 

## Production
L'acide parahydroxybenzoïque est produit industriellement par réaction de Kolbe du phénolate de potassium avec du dioxyde de carbone. Il peut aussi être synthétisé en laboratoire en chauffant à 240 °C du salicylate de potassium avec du carbonate de potassium, opération suivie d'un traitement par un acide.